# Яглы-Оглы, Мустафа Хусейнович
Мустафа Хусейнович Яглы-Оглы (укр. Мустафа Ягли-Огли; 15 августа 1934, Харьков — 2 февраля 1992, там же) — советский тяжелоатлет, трёхкратный призёр чемпионатов СССР (1958, 1960, 1963), призёр чемпионата Европы (1960). Установил 2 рекорда СССР. Почётный мастер спорта СССР. Мастер спорта СССР (1955).

## Биография
Родился 15 августа 1934 года в Харькове. Начал заниматься тяжёлой атлетикой в возрасте 12 лет у Михаила Светличного. В дальнейшем продолжил тренироваться под руководством Александра Смушкевича.
В 1958 и 1960 годах был бронзовым призёром чемпионата СССР в лёгком весе. В 1960 году вошёл в состав сборной страны на чемпионате Европы в Милане, где завоевал серебряную медаль, уступив лишь известному польскому атлету Мариану Зелиньскому.
С 1962 года выступал в полутяжёлой весовой категории. В 1963 году стал серебряным призёром чемпионата СССР, проходившего в рамках III летней Спартакиады народов СССР.
В 1967 году завершил свою спортивную карьеру. В дальнейшем занимался преподавательской деятельностью в Харьковском институте инженеров транспорта.
Умер 2 февраля 1992 года. Похоронен на 3-м городском кладбище Харькова. 

## Семья
- Хасан Яглы-Оглы[1] (1927—1994) — брат, советский тяжелоатлет, чемпион Европы (1957).